# بيرسي ساندز
بيرسي ساندز (بالإنجليزية: Percy Sands)‏ (1881 في المملكة المتحدة - 1 ديسمبر 1965) هو لاعب كرة قدم بريطاني (وحمل سابقاً جنسية المملكة المتحدة لبريطانيا العظمى وأيرلندا) في مركز قلب الدفاع. لعب مع نادي أرسنال ونادي ساوثيند يونايتد ونادي تشيلتنهام تاون لكرة القدم.